# Aromobates mayorgai
Aromobates mayorgai es una especie de anfibio anuro de la familia Aromobatidae.

## Distribución geográfica
Esta especie es endémica del estado de Mérida en Venezuela. Habita entre los 793 y 2400 m sobre el nivel del mar en la cordillera de Mérida.

## Etimología
Esta especie lleva el nombre en honor a Horacio Mayorga.

## Publicación original
- Rivero, 1980 "1978" : Notas sobre los anfibios de Venezuela 3. Nuevos Colostethus de los Andes Venezolanos. Memoria de la Sociedad de Ciencias Naturales La Salle, vol. 38, n.º 109, p. 95-111.[5]